# Veres István (újságíró)
Veres István (Uzon, 1950. július 24. – 2023. december 30.) erdélyi magyar újságíró, műfordító.

## Életútja
1969-ben érettségizett a sepsiszentgyörgyi Elméleti Líceumban, 1973-ban a BBTE-n végzett német–magyar szakon. 1973 és 1977 között tanár volt a Szatmár megyei Halmiban, 1977-től a Szatmári Hírlap szerkesztője, 1988–89-ben az Előre szatmárnémeti tudósítója, 1989 decemberétől a Szatmári Friss Újság főszerkesztője.

## Munkássága
Első írása a Brassói Lapokban jelent meg 1972-ben, amikor gyakornokként dolgozott a lapnál. A továbbiakban a romániai német irodalommal foglalkozott a Korunkban és az Igaz Szóban, szemlézte az erdélyi német könyvújdonságokat, folyóiratokat, ill. fordította fiatal költők verseit. Első, kötetben megjelent munkája Raimund Binder Tévutak című művének fordítása (a 12 egyfelvonásos c. antológia számára, Bukarest, 1978). Önálló kötetei ugyancsak hazai német írók munkáinak fordításai.

### Fordításai
- Adolf Meschendörfer: Leonora. Bukarest, 1978
- Erwin Wittstock: Végítélet Ónyírban. Bukarest, 1981
- Franz Storch: A zenélő óra. Bukarest, 1986
- Otto Fritz Jickeli: Nemzedékek – Erdélyi szász családi krónika. Bukarest,  1990
- A folyosón. Franz Hodjak német novellaválogatása. Budapest, 1999; Végh Balázs Bélával
- Gheorghe Păun: 1994 avagy A változás, amely nem változtat semmit; ford. Veres István; Pont, Bp., 2008 (Conflux)
- A csodát termő fa. Erdélyi szász népmesék; vál., ford. Veres István; Pont, Bp., 2015 (Conflux)

Magyar írók műveiből a Karpaten-rundschau számára készített fordításokat.